# Lotte Gleichmann
Lotte Gleichmann, geborene Giese (* 20. März 1890 in Aurich; † 6. April 1975 in Hannover) war eine deutsche Zeichenlehrerin und Malerin.

## Leben

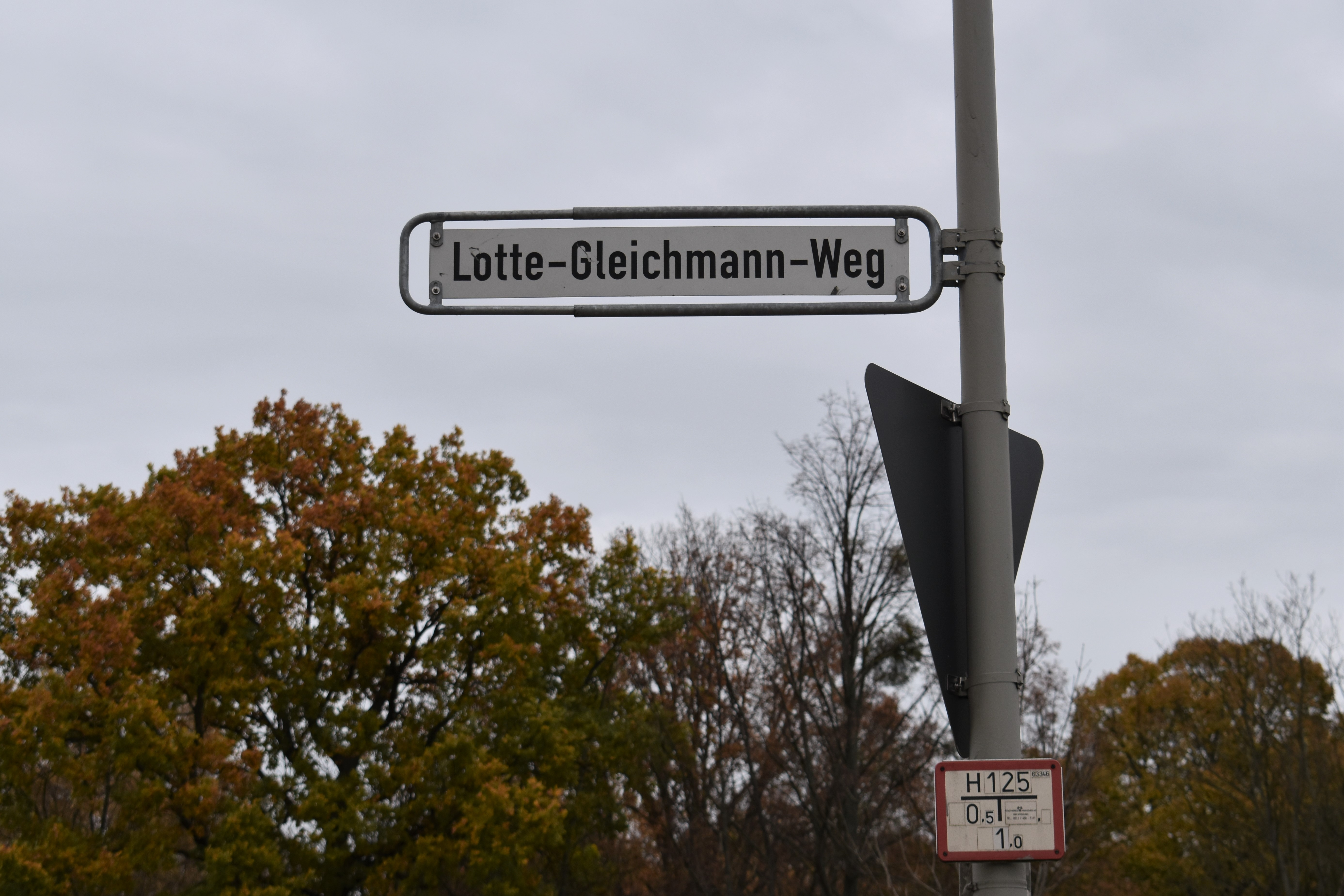
Straßenschild des Lotte-Gleichmann-Weges in Hannover-Wettbergen

Lotte Giese studierte noch im Deutschen Kaiserreich von 1908 bis 1912 an der Kunstakademie in Breslau. Daran anschließend besuchte sie in Berlin die dortige Universität zum Studium der Philosophie, Literatur und Kunstgeschichte.
Während des Ersten Weltkrieges heiratete sie 1915 den Maler Otto Gleichmann und arbeitete bis 1918 in Potsdam und Hannover als Zeichenlehrerin. Inzwischen hatte bereits 1915 eine erste Ausstellung ihrer Werke stattgefunden in Düren, 1917 dann in Bielefeld. 1918 schloss sich Lotte Gleichmann-Giese der Hannoverschen Sezession an, die von der Kestner-Gesellschaft gefördert wurde.
In der Weimarer Republik wurden in den 1920er Jahren Werke von Gleichmann-Giese in Oslo und auch in der Schweiz ausgestellt. Mitte der 1920er Jahre wurde sie Mitbegründerin und langjährige Leiterin der GEDOK in Hannover. Während dieser Zeit bis in die 1930er Jahre war das Haus, das sie gemeinsam mit ihrem Ehemann bewohnte in der Osterstraße/Ecke Windmühlenstraße, ein beliebter Treffpunkt von Künstlerinnen und Künstlern sowie Literaten.
Während der Zeit des Nationalsozialismus stellte die Künstlerin von 1933 bis 1945 das Malen ein. Ein Großteil ihrer bis dahin geschaffenen Werke wurde während der Luftangriffe auf Hannover im Zweiten Weltkrieg 1943 vernichtet.
Lotte Gleichmann-Gieses gemeinsames Grab mit ihrem Ehemann findet sich auf dem Stadtfriedhof Engesohde. 2011 hat die Stadt Hannover im Stadtteil Wettbergen einen Weg nach ihr benannt.

## Werke
Ein Großteil der erhaltenen Werke von Lotte Gleichmann-Giese findet sich heute vor allem
- im Sprengel Museum Hannover sowie[1]
- in Hamburg[1] im Altonaer Museum.